# Dezellularisierte Homografts
Bei dezellularisierten Homografts handelt es sich um Herzklappen von menschlichen Spendern. Durch das Verfahren der Dezellularisierung werden sämtliche vom Spender stammenden Zellen entfernt. Es gibt verschiedene Methoden der Dezellularisierung. Bei der gängigsten Methode werden die Herzklappen erst mit verschiedenen Tensiden (Seifen) behandelt und dann mehrfach gespült, so dass alle Zellen und chemischen Hilfsstoffe entfernt werden und das Grundgerüst der Klappe aus Bindegewebe erhalten bleibt.

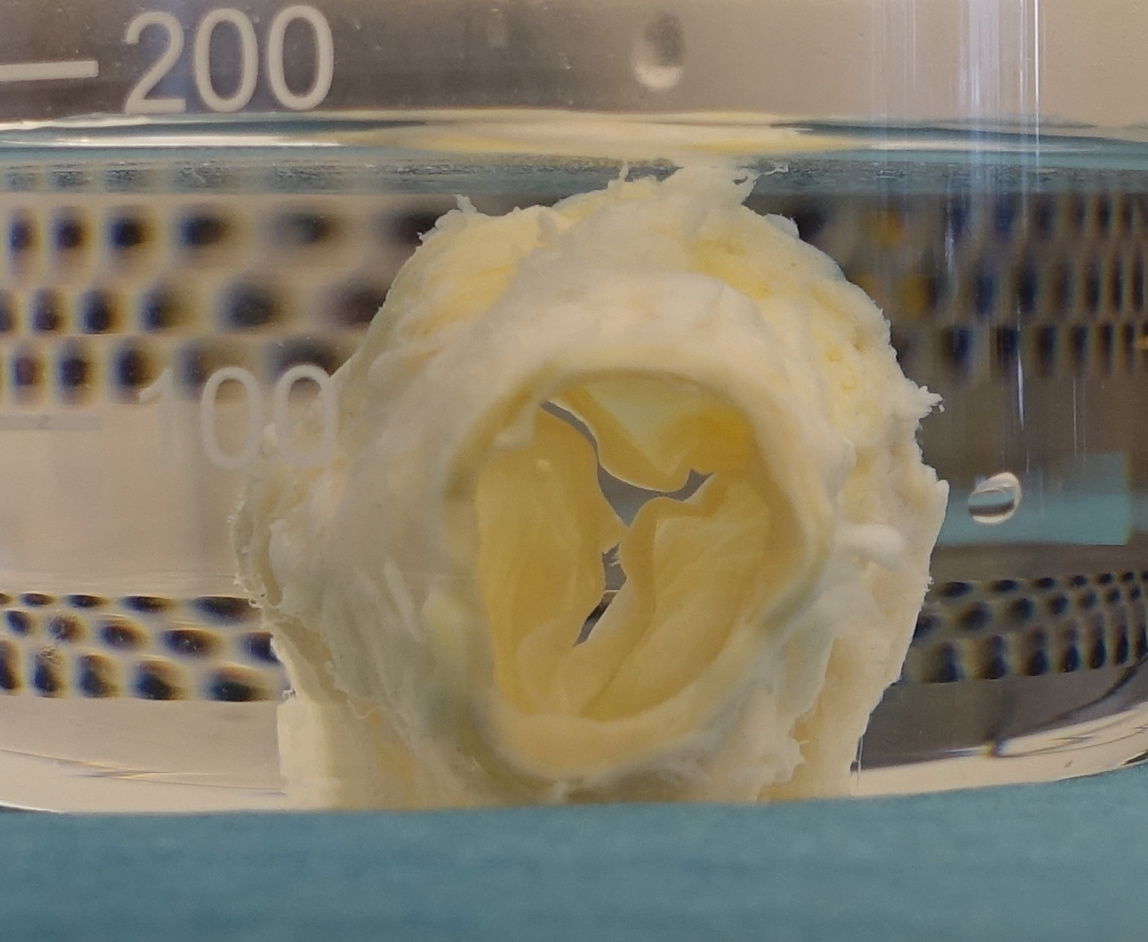
Aufsicht eines dezellularisierten, nicht-rebesiedelten Homografts der Aortenklappe mit drei zarten Taschen

## Hintergrund
Besonders junge Patienten, die unter einem Herzklappenfehler leiden und einen Ersatz der Aortenklappe benötigen, haben die Wahl zwischen einer mechanischen Herzklappe, die eine lebenslange gerinnungshemmende Behandlung erfordert, um das Risiko von Blutgerinnseln und damit einhergehend die Gefahr von Schlaganfällen zu reduzieren, und einer biologischen Klappe tierischen Ursprungs, die eine begrenzte Lebensdauer aufgrund von mechanischem Verschleiß zeigt. Die mit den mechanischen Klappen einhergehende Gerinnungshemmung führt zu einem erhöhten Blutungsrisiko, das im Alltag zu Einschränkungen sowohl im beruflichen wie auch privaten Bereich führt, so dass insbesondere junge Menschen Gerinnungshemmer zu vermeiden versuchen.
Eine weitere Option ist die sogenannte Ross-Operation, bei der die erkrankte Aortenklappe durch die patienteneigene Lungenschlagaderklappe (Pulmonalklappe) ersetzt wird (autologe Transplantation). Die Pulmonalklappe muss bei dieser Prozedur ebenfalls ersetzt werden (üblicherweise durch eine gespendete menschliche Pulmonalklappe), so dass dieses Verfahren zu einer „2-Klappen“-Erkrankung des betroffenen Patienten führt. Sowohl die Klappenhomografts wie auch die oben beschriebenen biologischen Klappen (Xenografts) verschleißen jedoch bei manchen Patienten rasch, so dass diese beiden Verfahren erneute Operationen nach sich ziehen. Re-Operationen gehen aufgrund von Verwachsungen durch die vorangegangenen Eingriffe mit einer erhöhten Mortalität einher.

## Tissue-engineerte Klappen
Tissue Engineering bedeutet Veränderung oder Herstellung von Geweben durch technische und chemisch-biologische Maßnahmen. Die Grundlage für Tissue-engineerte Klappen bilden sowohl synthetische Gerüste (meistens Polymere) wie auch biologische Gerüste (sogenannte Scaffolds), die von menschlichen Gewebespenden (allogen) oder von Tieren (xenogen) entstammen. Eine vollständig synthetische Herstellung würde vielen klinischen Herausforderungen wie beispielsweise der Verfügbarkeit der Klappen in verschiedenen Größen und Längen Rechnung tragen. Das Konzept komplett synthetischer Herzklappen zeigte in der Forschung gute Ergebnisse hinsichtlich der technischen Machbarkeit und wurde erfolgreich für in vitro- und in vivo-Züchtungen von verschiedenen (Stamm-)Zelllinien eingesetzt. Jedoch zeigten Langzeit-Tiermodelle ausschließlich synthetisch hergestellter Klappen aufgrund einer eingeschränkten mechanischen Stabilität keine zufriedenstellenden Ergebnisse. Tissue-engineerte tierische Klappen haben insbesondere bei Kindern keine guten Ergebnisse erbracht, so dass dies zu einer Zurückhaltung und Skepsis für den Einsatz von xenogenen Herzklappen führte.

## Menschliche Herzklappen (Homografts)
Der erste Aortenklappenersatz mit einem Homograft wurde erstmals am 24. Juli 1962 von Donald Ross im Guy’s Hospital in London durchgeführt,  in prospektiven randomisierten Studien bewertet und mit anderen OP-Verfahren wie beispielsweise der Ross-Operation verglichen. Der Aortenklappenersatz mittels normalen Homografts wird heute nur bei 3 % der Patienten, meist bei akuter bakterieller Entzündung der Aortenklappe, eingesetzt. Der führende Grund für den zurückhaltenden Einsatz sind die häufig auftretenden schweren Verkalkungen an den konventionellen Homografts.

## Dezellularisierte aortale Homografts (DAH)
Dezellularisierte aortale Homografts (DAH) für den Aortenklappenersatz und dezellularisierte pulmonale Homografts (DPH) für den Pulmonalklappenersatz wurden von verschiedenen Gruppen und Firmen entwickelt. DPH werden seit 2002 klinisch bei Kindern und jungen Erwachsenen eingesetzt und zeigen in der  kurz- bis mittelfristigen klinischen Beobachtung exzellente Ergebnisse. Sie haben die konventionellen (kryokonservierten) Homografts als Goldstandard für den Pulmonalklappenersatz bei Patienten mit angeborenen Herzfehlern abgelöst.
An der Medizinischen Hochschule Hannover wurden dezellularisierte aortale Homografts (DAH) entwickelt, die eine vollständige mechanische Stabilität im Systemkreislauf bei gleichzeitig größtmöglicher Antigen-Elimination aufweisen, und es liegen Bewertungen aus Langzeit-Tiermodellen vor. Erste Implantationen im Menschen ergaben vielversprechende Ergebnisse und somit stellen DAH eine weitere Möglichkeit für den Aortenklappenersatz dar. Es wurden bisher keine Verkalkungen an den DAH beobachtet, im Gegensatz zu den unbehandelten menschlichen Herzklappen.
Dezellularisierte menschliche Herzklappen sind sowohl für den Ersatz der Lungenschlagaderklappe als auch für den Körperschlagaderersatz zugelassen.